# 朴都河
朴都河（韓語：박도하，2002年11月30日—），韓國男演員。2023年，以Cube娛樂練習生身份參加韓國男團選秀節目《BOYS PLANET》，最終排名為第46位。

## 影視作品

### 劇集
| 年份 | 播放平台   | 劇名               | 角色   | 備註 |
| 2022 | Kok TV     | 《解除武裝羅曼史》 | 曹丹   | 主演 |
| 2024 | TVING      | 《于氏王后》       | 高男武 | 少年 |
| 2024 | MBN        | 《乖離與冷笑》     | 暖男   | 配角 |
| 2024 | ENA        | 《星星閃耀的夜晚》 | [ 4 ]  | 客串 |
| 2025 | U+Mobiletv | 《初戀》           | 許泰雄 | 主演 |

### 綜藝節目
- 2023《BOYS PLANET》

## 外部連結
- 官方网站
- 朴都河的Instagram帳戶
- 朴都河在NAVER上的资料
- 朴都河在Daum上的资料
- 朴都河在互联网电影资料库（IMDb）上的資料（英文）
- 朴都河在HanCinema的頁面（英文）